# Kloster Sankt Peter am Madron

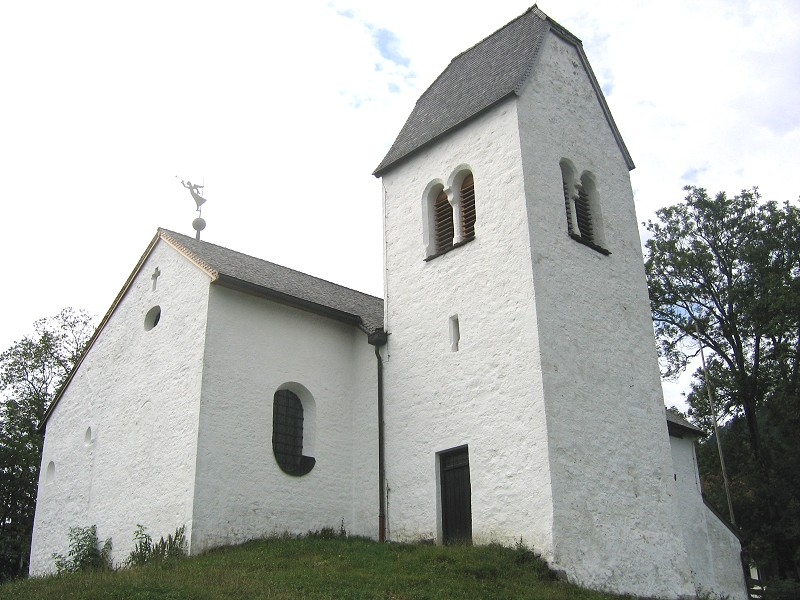
Peterskirche von Norden

Das Kloster St. Peter am Madron ist ein ehemaliges Kloster der Benediktiner auf dem Kleinen Madron, auch Petersberg genannt, im Flintsbacher Gemeindeteil Petersberg. Die Gemeinde liegt in Bayern und gehört heute zum Erzbistum München und Freising.  Das ehemalige Kloster und seine Vorgängerbauten stehen unter Denkmalschutz: die Kirche als Baudenkmal mit der Aktennummer D-1-87-131-33, die ehemalige Propstei (Gasthaus) als Baudenkmal D-1-87-131-34 und die untertägigen Funde und Befunde als Bodendenkmal D-1-8238-0162.

## Geschichte
Das St. Peter geweihte Kloster wurde 1130 durch Graf Siboto von Falkenstein gegründet und von Mönchen aus dem Kloster Weihenstephan besiedelt. Es wurde 1296 während des Kampfs Adolfs von Nassau mit Albrecht von Habsburg um die deutsche Kaiserkrone im Namen von Rudolf dem Stammler durch den Grafen Megingoz von Surberg zerstört, nur die Wallfahrtskirche blieb erhalten. Propst Heinrich kehrte 1297 zurück und erhielt eine Entschädigung, das Kloster wurde jedoch nicht wieder aufgebaut. Ab dem 14. Jahrhundert war Madron bis 1803 Titularpropstei. 
Aus der Zeit bis zur Zerstörung des Klosters sind nur drei Namen von Pröpsten überliefert. Eine Liste dieser Regularpröpste und der Titularpröpste ab dem frühen 14. Jahrhundert wurde 1840 publiziert und ist als Digitalisat leicht zugänglich. Nach der Zerstörung wurde die Propstwürde jeweils an Weltgeistliche aus dem Umfeld des bayerischen Herzogs bzw. Kurfürsten oder des Bischofs von Freising verliehen; sehr oft (ab 1682 ausnahmslos) waren dies Freisinger Domherren. Die doppelte Ernennung unterschiedlicher Männer im Jahr 1605 wurde zur Machtprobe zwischen Herzog und Bischof.
1803 konnte nach der Säkularisation in Bayern der Abbruch der Kirche durch ihren Kauf mit Mitteln der umliegenden Bauern verhindert werden. Das Bauwerk befand sich seither in Privatbesitz und wurde 1971 mit Gründung einer Filialkirchenstiftung an die katholische Kirche zurückgegeben. Daran schlossen sich 1971/72 eine Befundaufnahme und Restaurierung an. 1997 bis 2004 fanden Ausgrabungen statt, die Funde und Befunde von der Bronzezeit bis zum 16. Jahrhundert erbrachten. 2002 wurde eine Außenrenovierung der Kirche durchgeführt.

## Baugeschichte und Baubeschreibung
Der Charakter der Kirche als Wallfahrtskirche zeigte sich auch in einer baulichen Besonderheit: Bis weit ins 20. Jahrhundert besaß sie eine Außenkanzel an der Südseite, von der aus das geistliche Wort auch an die Gläubigen auf der Wiese neben der Kirche gerichtet werden konnte.
Bei der Befundaufnahme 1971 wurde auch der Dachstuhl untersucht. Dessen westlicher Teil stellte sich dabei als seltenes Beispiel einer noch weitgehend original erhaltenen mittelalterlichen Dachkonstruktion heraus, für die aufgrund von Vergleichen mit anderen Dachstühlen ein Baudatum im 13. Jahrhundert vorgeschlagen wurde. Eine erst später  durchgeführte dendrochronologische Untersuchung ergab ein – rund 100 Jahre späteres – Baudatum von 1379/80 für diesen älteren Teil des bestehenden Dachstuhls. Drei Besonderheiten sind auch von außen zu erkennen: Der Dachstuhl ist mit 39° Neigung weniger steil als an anderen Kirchen der Zeit; ob dies möglicherweise durch eine bestimmte Art der Dachdeckung (Schindeln?) begründet ist, lässt sich nicht mehr ermitteln. Seitlich steht der Dachstuhl jeweils um etwa 35 Zentimeter über die Außenwände der Kirche über, statt bündig mit ihnen abzuschließen. Schließlich sind die überstehenden Teile der Lagerbalken besonders geformt: Die Balkenköpfe sind gekehlt, im Bereich der Kehle unterseits zu scharfen Graten zugehauen und enden in einem nach unten hängenden Querwulst.

## Ausstattung

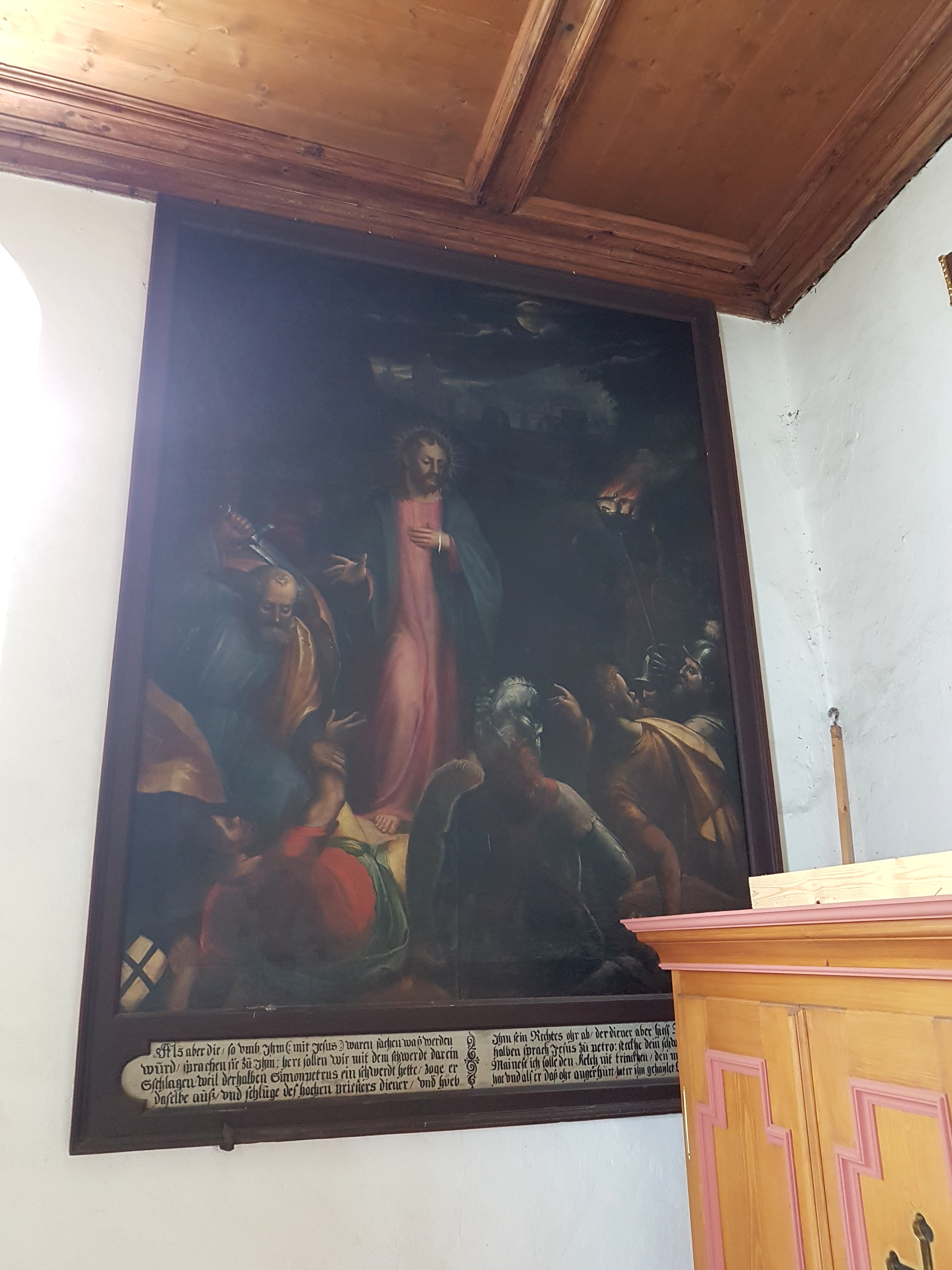
(4)
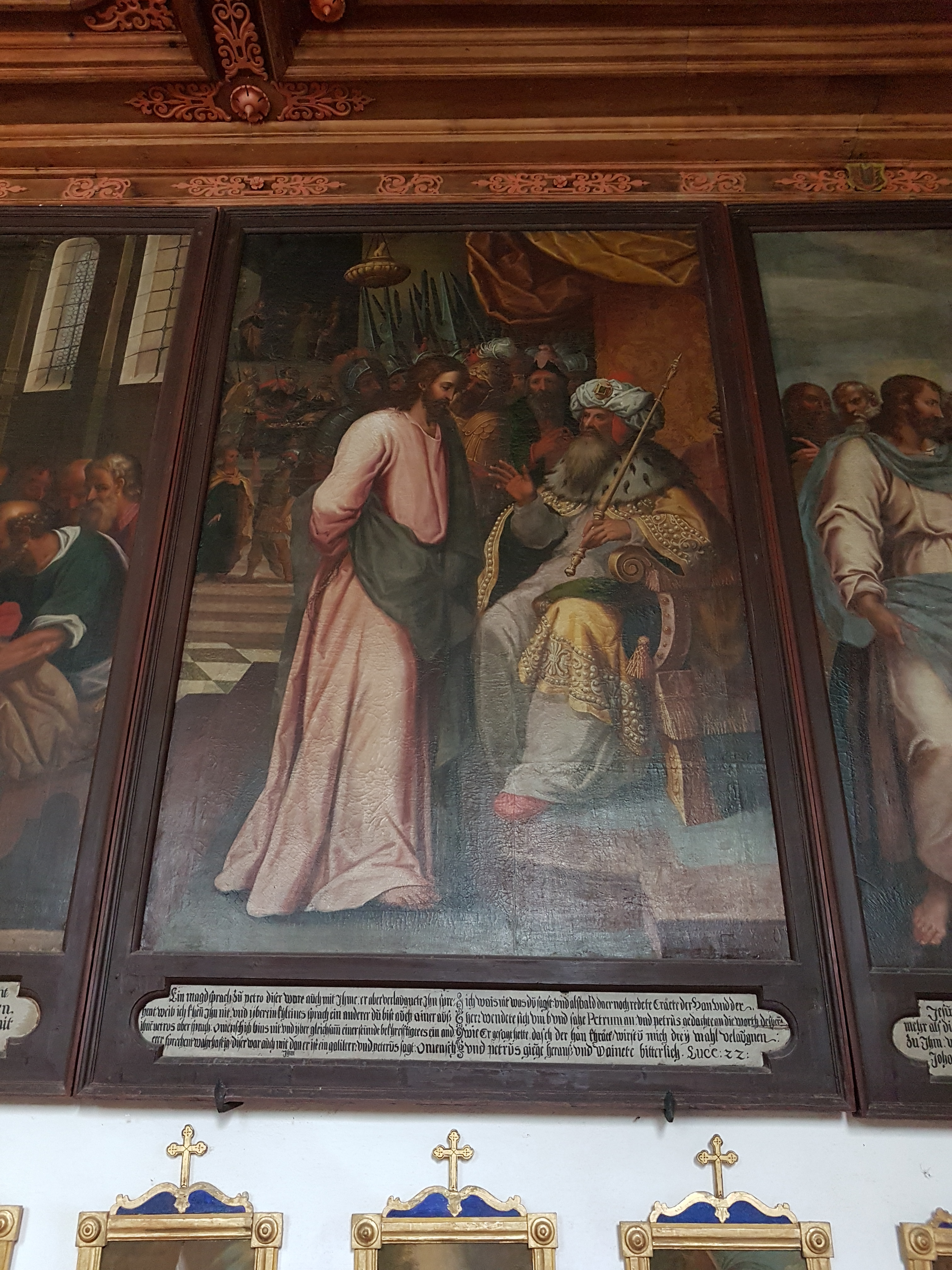
(5)
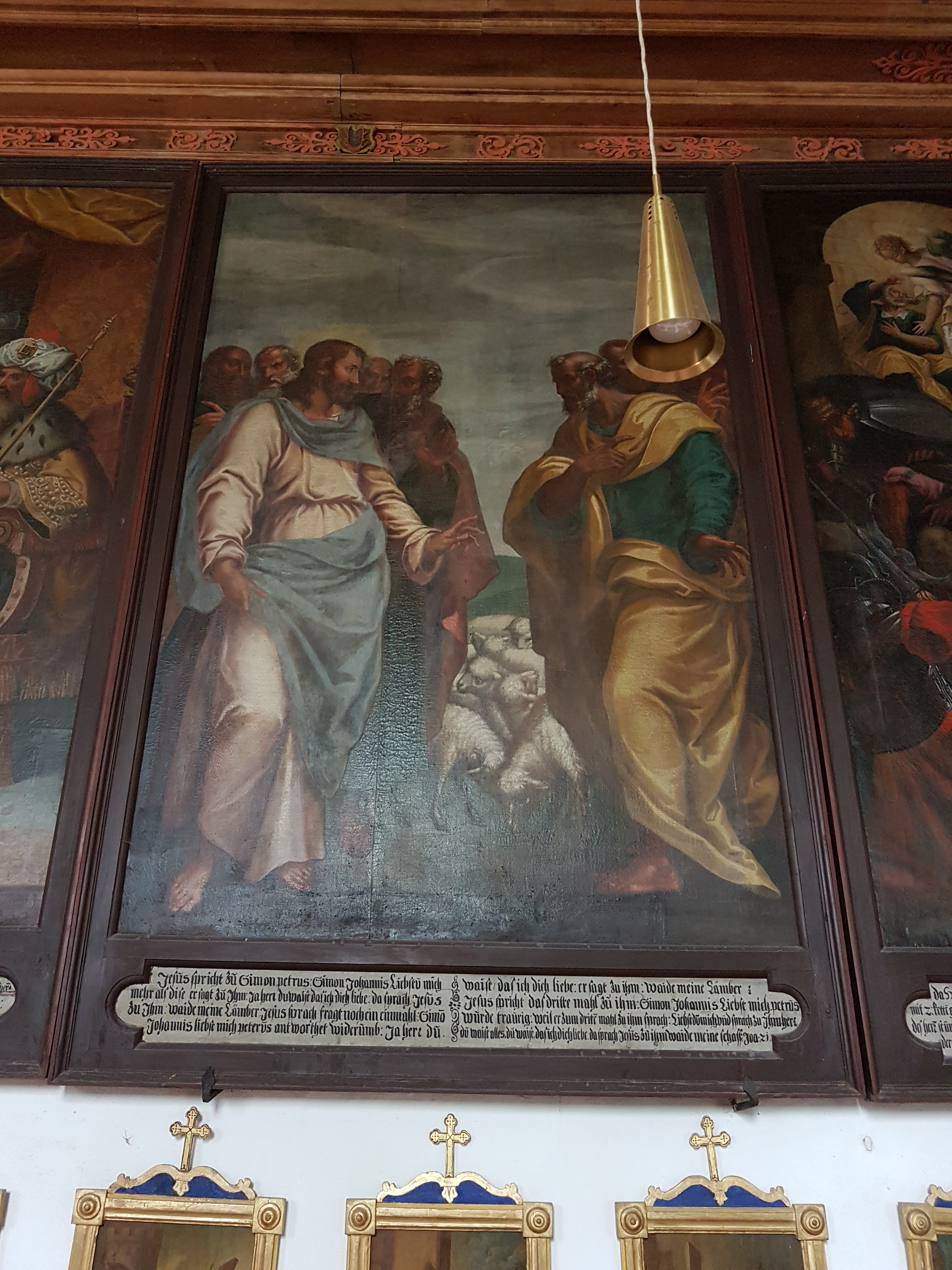
(6)
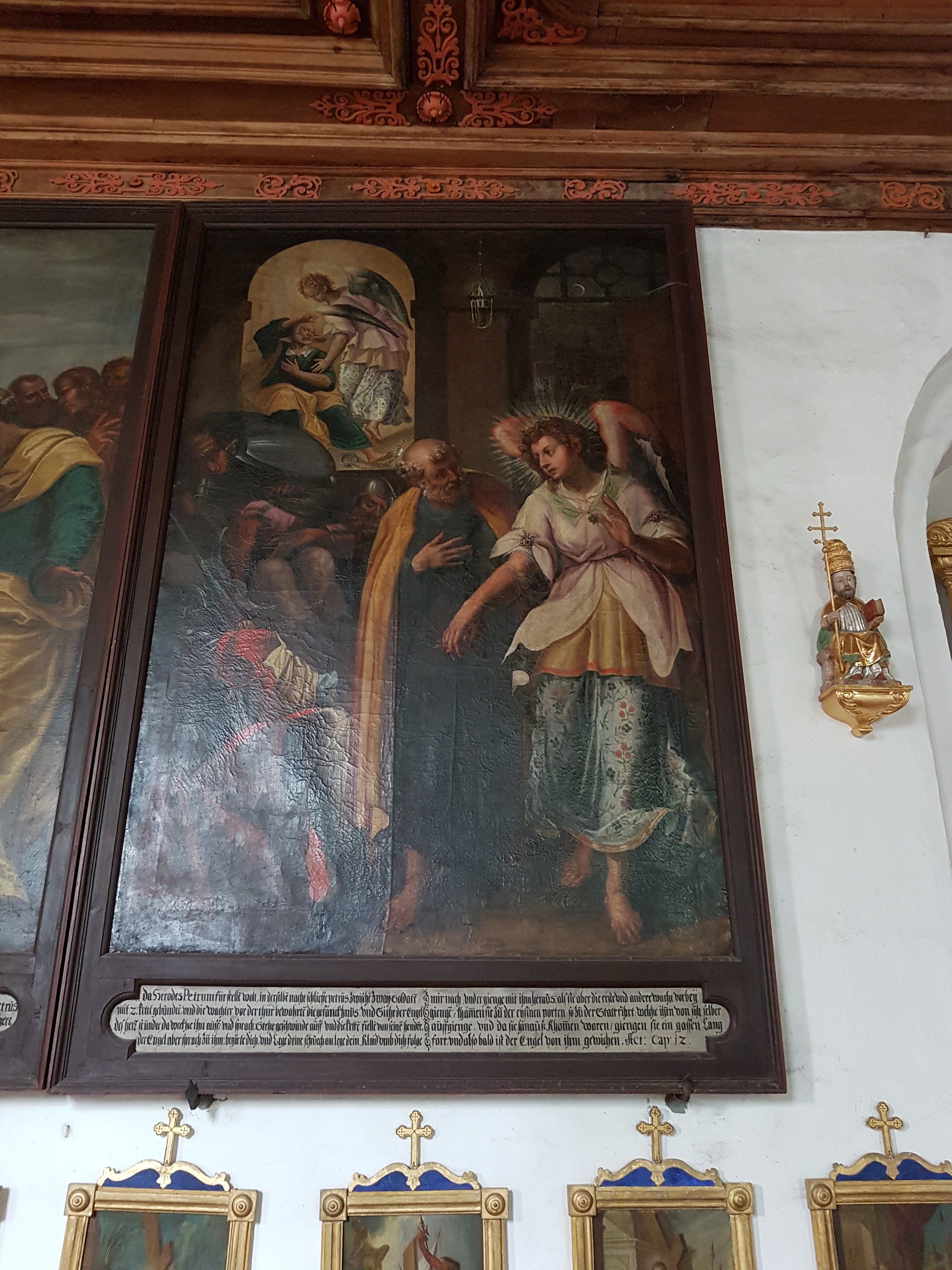
(7)

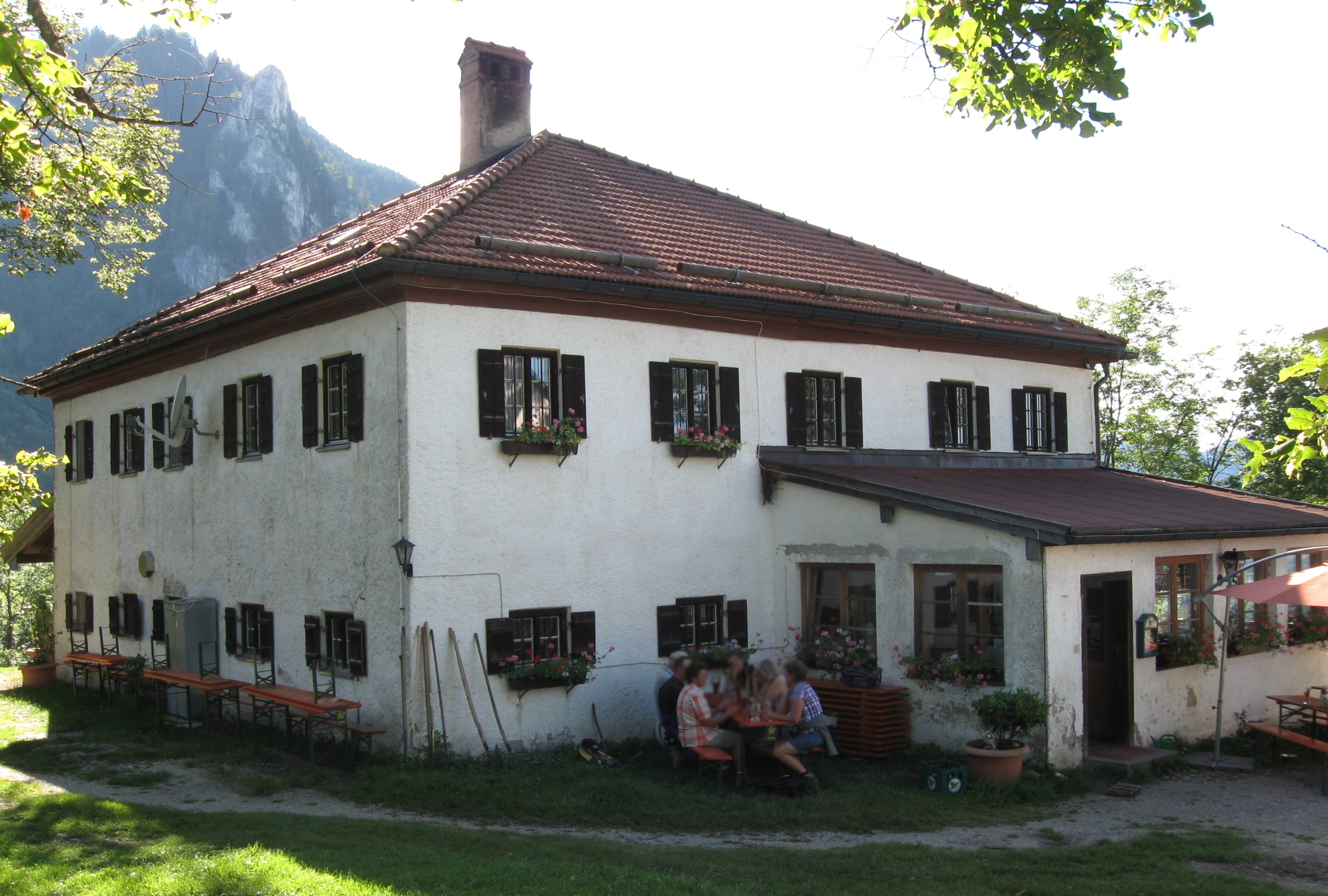
Ehemalige Propstei

Der Erbauungszeit der Kirche am nächsten steht ein spätromanischer Kruzifixus (Mitte oder 2. Hälfte 13. Jh.) an der südlichen Langhauswand, der bereits einige frühgotische Merkmale zeigt und als älteste Holzskulptur des Landkreises Rosenheim gilt.
Doch die Raumwirkung des Kircheninneren wird von Ausstattungsstücken aus jüngerer Zeit geprägt, vor allem von der hölzernen Kassettendecke (1609/10), den Altären und einem Zyklus von sieben großformatigen Ölgemälden an den Wänden.
In der Zeit von Wolfgang Kastner von Schweitenbach (Propst 1605–1625) kamen sieben große Ölgemälde in die Kirche, die als ein Zyklus von Szenen aus dem Leben des Kirchenpatrons gedacht sind. Es soll sich um Kopien nach – nicht näher angegebenen – Gemälden im Petersdom in Rom handeln, die vor 1620 oder 1620–1624 gemalt wurden. Vier von ihnen hängen an der Nordwand des Langhauses, drei weitere in der Sebastianikapelle.
1. In der Sebastianikapelle 
 „Und wie(?)[13] Jesum seine jünger sahen auf dem Meere (...)“ (Mt 14,26–32 EU) 
 Jesus und Petrus schreiten über das Wasser.
2. In der Sebastianikapelle 
 „Jesus sagt zu seinen Jüngern: fir wenn haltet aber ihr mich (...)“ (Mt 16,15–19 EU) 
 Das Messiasbekenntnis und die Antwort Jesu: Du bist Petrus, und auf diesen Felsen werde ich meine Kirche bauen.
3. An der Nordwand des Langhauses, 1. Bild von links 
 „Jesus kombt zu Simon petro ihm die fiess zu waschen (...)“ (Joh 13,6–9 EU) 
 Die Fußwaschung beim Abendmahl
4. In der Sebastianikapelle 
 „Als aber die, so umb ihm (mit Jesus) waren sache waß werden würd, (...)“ (Kombination von Lk 22,49–51 EU und Joh 18,10–11 EU) 
 Bei der Gefangennahme Jesu schlägt Petrus einem Diener des Hohepriesters ein Ohr ab.
5. An der Nordwand des Langhauses, 2. Bild von links 
 „Ein magd sprach zu petro diser ware auch mit Ihme (...)“ (Lk 22,56–62 EU) 
 Das Bild zeigt eigentlich Jesus vor Herodes Antipas (Lk 23,6–12 EU), denn Szepter und hermelinbesetzter Mantel sind königliche Insignien und nicht diejenigen eines jüdischen Hohepriesters. Das Bild und die darunter angeführte Bibelstelle passen nicht zusammen. Das Bild passt auch nicht recht in einen Petrus-Zyklus.
6. An der Nordwand des Langhauses, 3. Bild von links 
 „Jesus spricht zu Simon petrus: Simon Johannis Liebstu mich mehr als dise (...)“ (Joh 21,15–17 EU) 
 Die Worte des Auferstandenen an Petrus: Weide meine Schafe!
7. An der Nordwand des Langhauses, 4. Bild von links 
 „Da Herodes Petrum fürstellen wolt, in derselben nacht schlieffe petrus zwischen zway soldaten (...)“ (Apg 12,6–10 EU) 
 Wundersame Befreiung des Petrus durch einen Engel aus dem Kerker

In dieser Zusammenstellung fehlen einige andere Szenen, die zentrale Bedeutung für die Petrus-Vita haben, insbesondere die Berufung zum Apostel, der wundersame Fischzug und seine Kreuzigung.

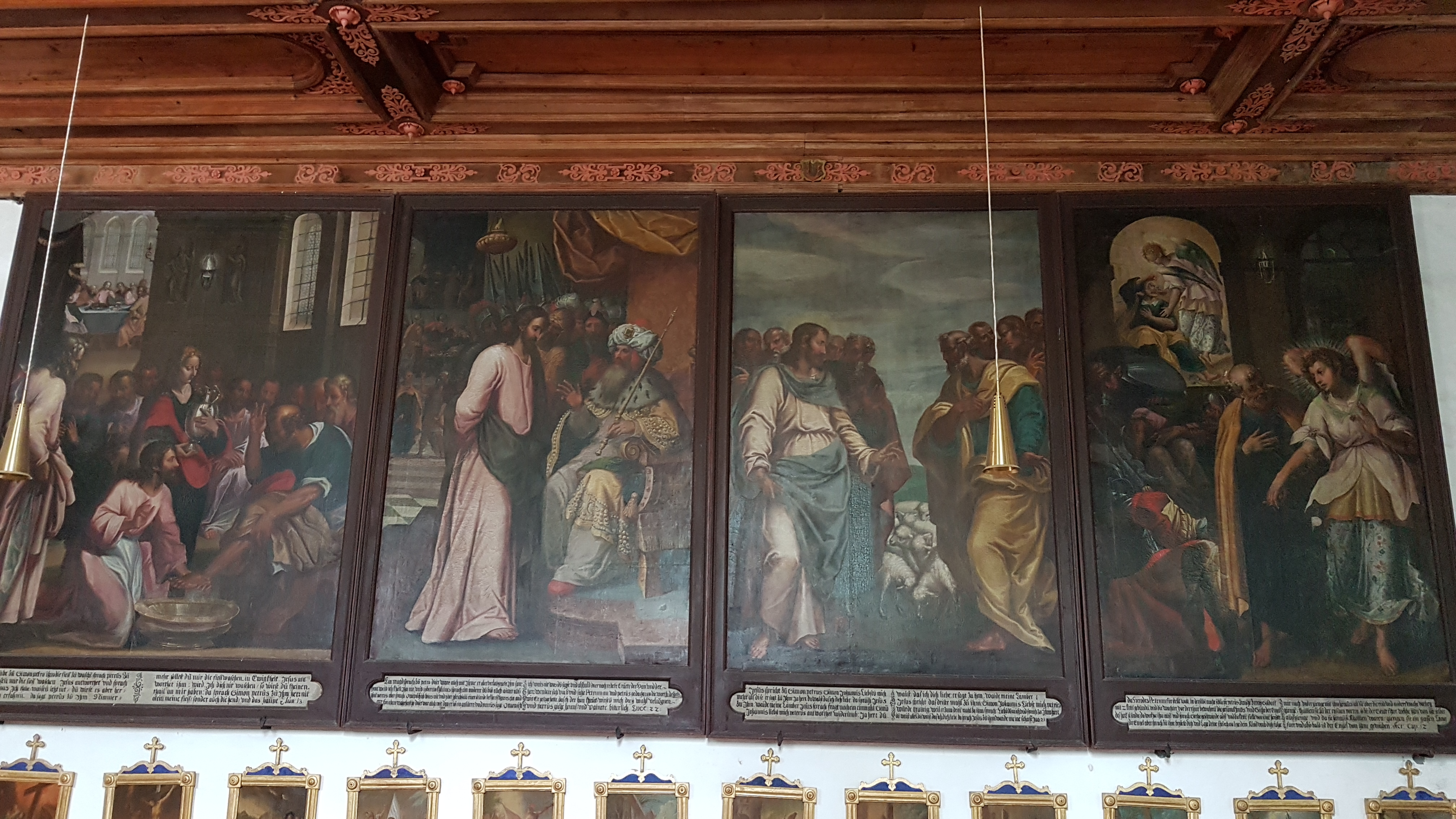
Nordwand
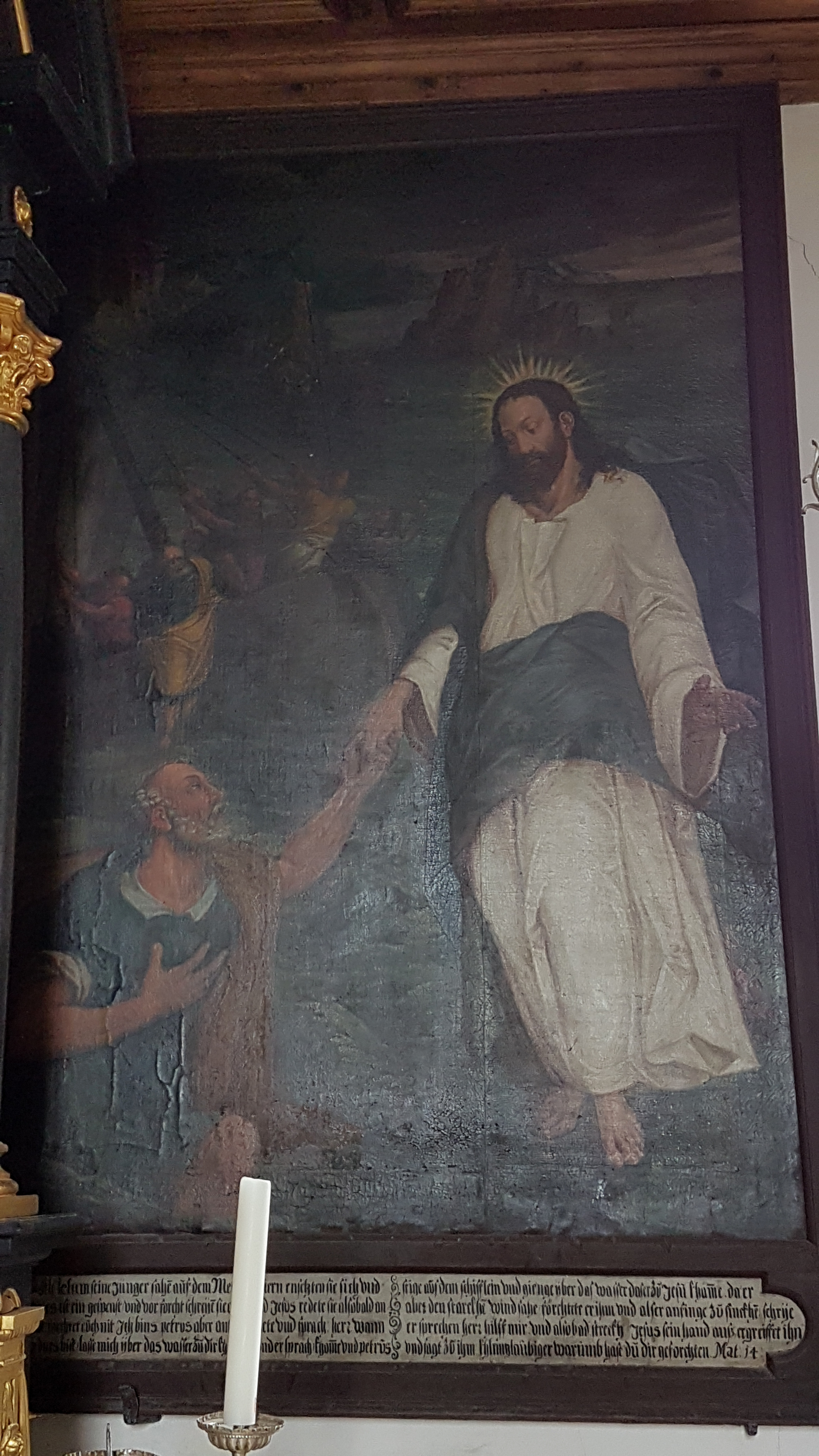
(1)
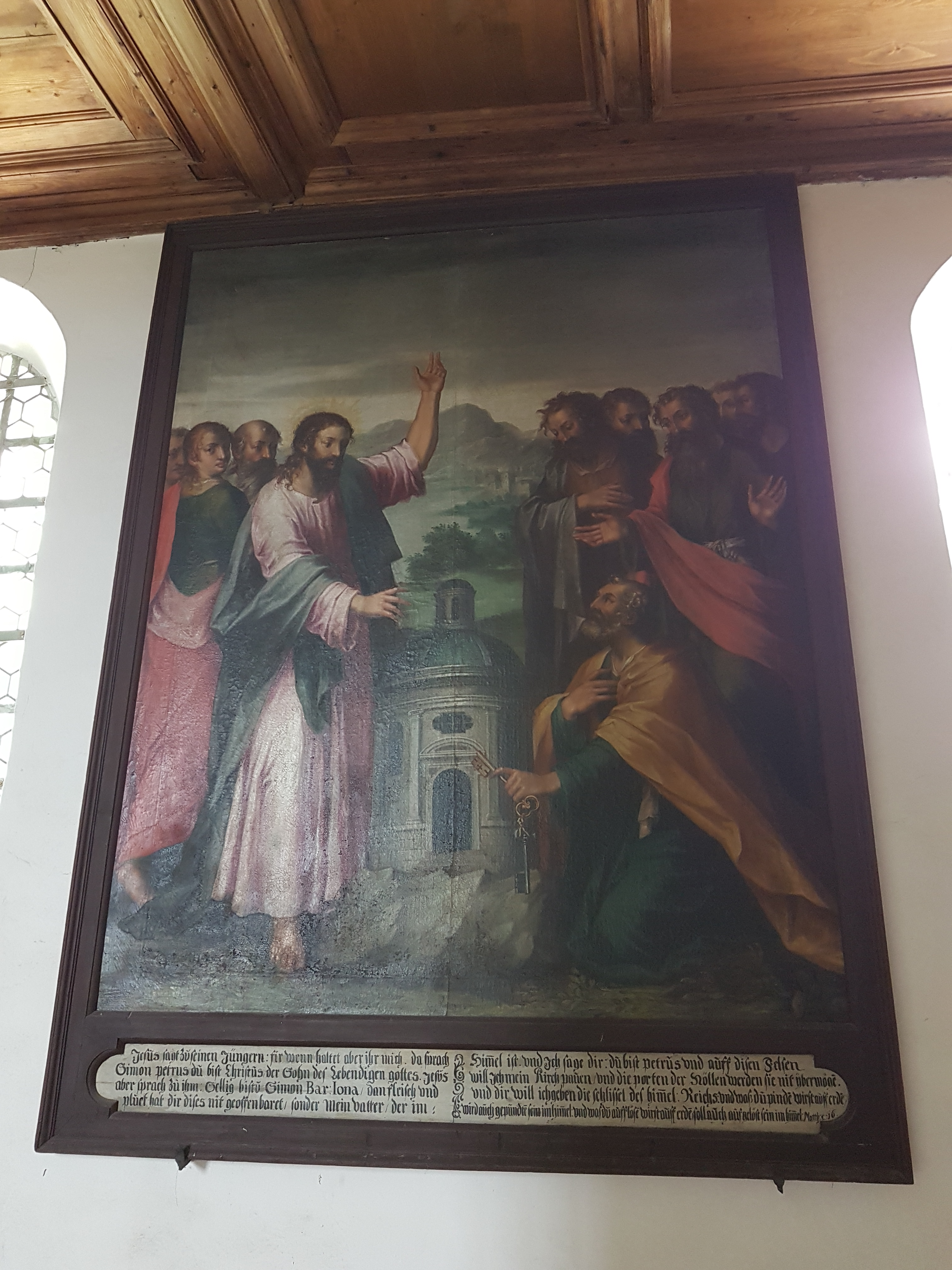
(2)
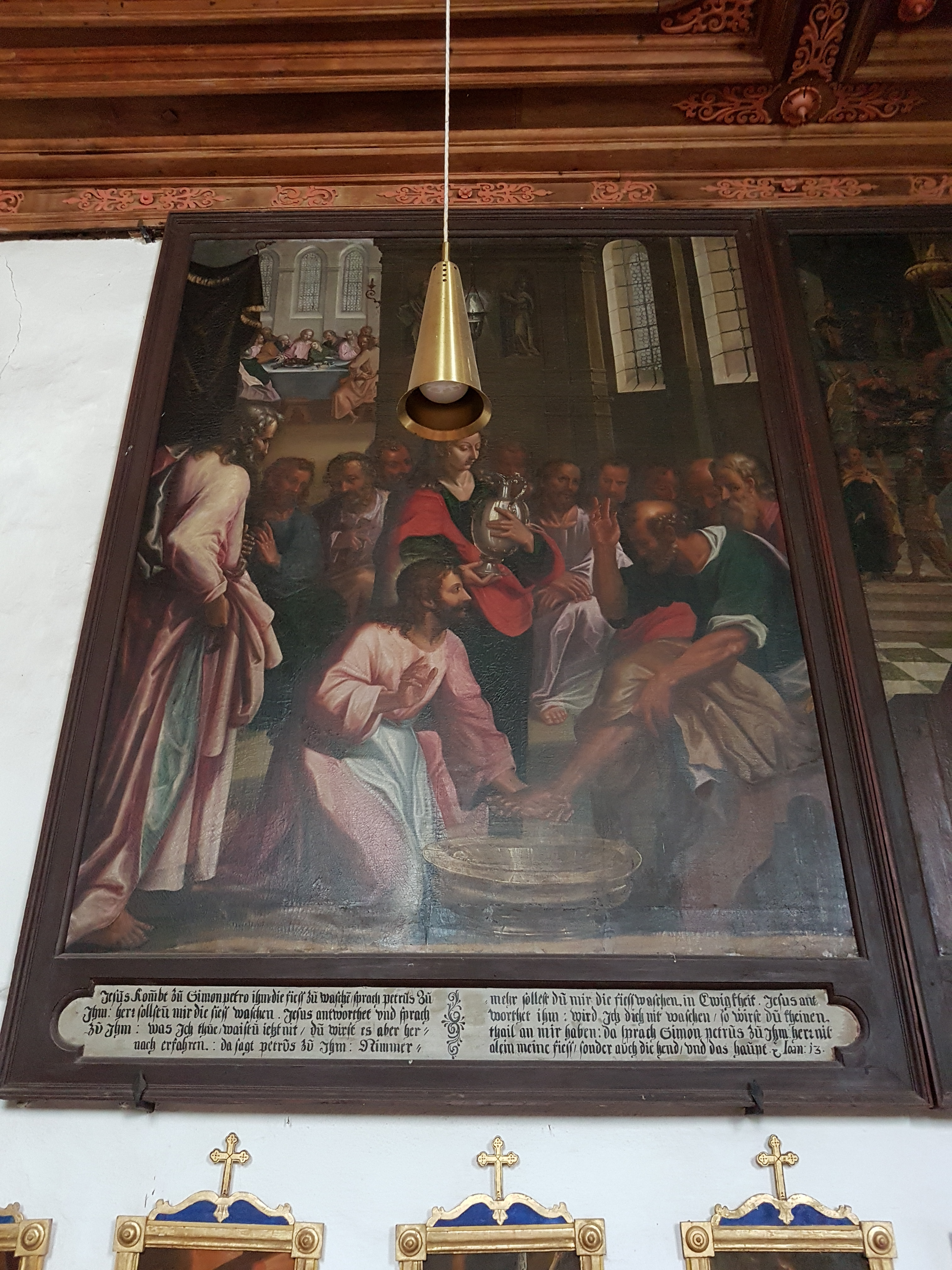
(3)

- (4)
- (5)
- (6)
- (7)

## Ehemalige Propstei
Das Propsteigebäude wurde 1696 unter dem Propst Veit Adam von Pelkoven errichtet und diente bis zur Säkularisation als Wohnsitz des Unterpropstes, der den Kirchendienst auf dem Petersberg im Auftrag des Propstes (Oberpropstes) wahrnahm. Ab 1826 bis 1951 wohnte wieder ein Geistlicher (ein Expositus) darin. 
1832 setzte ein Blitzschlag das Haus in Brand. Den Wiederaufbau („fast vom Grund aus neu“) übernahmen wieder die Bauern der Höfe Vorderasten und Hinterasten mit Unterstützung von Helfern „aus nah und fern“ sowie einem nachträglichen Kostenzuschuss des Königs. Der zweigeschossige Walmdachbau dient heute als Gasthaus.